# Ellwangen
Ellwangen an der Jagst (tên chính thức Ellwangen (Jagst) hay đơn giản là Ellwangen) (phát âm tiếng Đức: [ˈɛlˌvaŋən] ⓘ) là một thị trấn thuộc huyện Ostalbkreis, phía đông bang Baden-Württemberg, Đức. Nơi đây nằm cách Aalen khoảng 17 kilômét (11 mi) về phía bắc.